# Barzana
Barzana ist eine italienische Gemeinde (comune) in der Provinz Bergamo in der Region Lombardei mit 2026 Einwohnern (Stand 31. Dezember 2023).

## Geographie

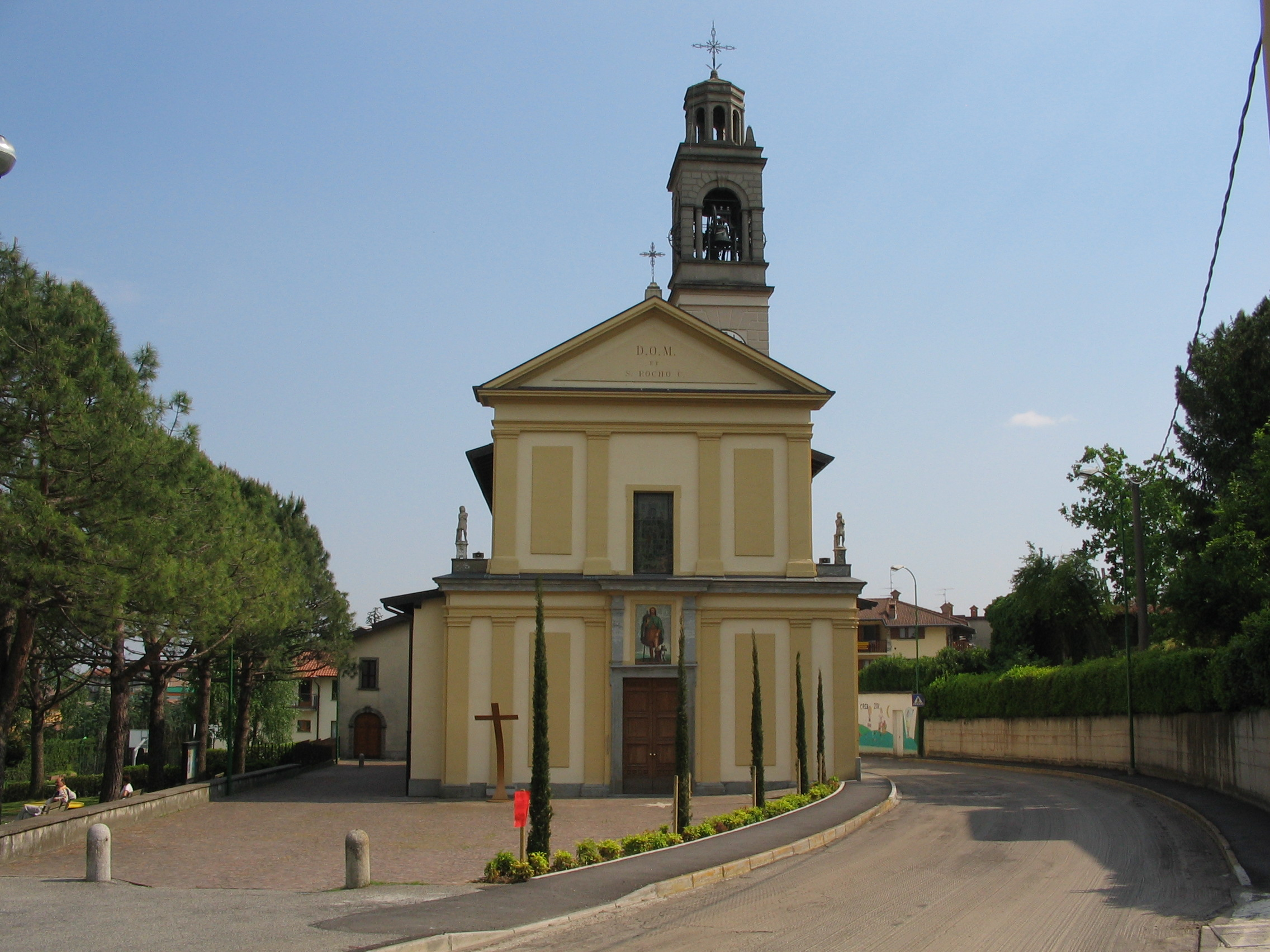
Kirche San Rocco

Barzana liegt etwa neun Kilometer nordwestlich der Provinzhauptstadt Bergamo im Val Imagna und ist Mitglied der Comunità Montana Valle Imagna.
Die Nachbargemeinden sind Almenno San Bartolomeo, Brembate di Sopra, Mapello und Palazzago.

## Geschichte
Bis 1797 gehörte Barzana zu Ponte San Pietro. 1810 wurde es mit Palazzago vereinigt. 1809 zählte man 267 Einwohner. Im lombardo-venetischen Königreich wieder selbständig, ergab die Volkszählung bei der Errichtung des Königreichs Italien 414 Einwohner. Bis 1921 ist ein kontinuierliches Bevölkerungswachstum auf 643 zu verzeichnen. Mit geringen Schwankungen konnte der Stand bis 1951 (624) knapp behauptet werden, seitdem ist eine anhaltende Zunahme zu verzeichnen.